# Pioneer Car Company
Pioneer Car Company, vorher W. R. C. Auto Works, war ein US-amerikanischer Hersteller von Automobilen.

## Unternehmensgeschichte
W. Roy Roberts und Edward Wright gründeten 1907 die W. R. C. Auto Works. Der Sitz war zunächst in El Reno in Oklahoma. Sie begannen mit der Produktion von Automobilen. Der Markenname lautete Pioneer. Bis  zum Frühjahr 1909 entstanden 22 Fahrzeuge. Die Partner benannten zu diesem Zeitpunkt das Unternehmen in Pioneer Car Company um. Die Nachfrage überstieg die Produktionskapazitäten, sodass ein Umzug in ein größeres Werk sinnvoll erschien. Andere Orte, insbesondere Wichita in Kansas, machten Angebote, die zunächst abgelehnt wurden. 1909 verkaufte Roberts auf einer Automobilausstellung in Wichita 50 Fahrzeuge. Im Dezember 1909 bot die Stadt El Reno 10.000 US-Dollar, wenn das Unternehmen in der Stadt bliebe. Ende 1910 zog das Unternehmen trotzdem nach Oklahoma City. Diese Stadt hatte 15.000 Dollar und ein Fabrikgelände geboten.
Im Februar 1912 wurde alles an die Tulsa Automobile & Manufacturing Company verkauft.
Es gab weitere US-amerikanische Personenkraftwagen der Marke Pioneer: Pioneer (1896), Pioneer (1914) und Pioneer (1959).

## Fahrzeuge
Von 1907 bis 1909 gab es nur ein Modell. Es wurde Model A genannt und war ein Highwheeler. Ein Zweizylindermotor mit 20 PS Leistung trieb über ein Planetengetriebe und eine Kardanwelle die Hinterachse an. Das Fahrgestell hatte 231 cm Radstand. Einziger Aufbau war ein Roadster.
1910 blieb dieses Modell unverändert. Neu war das Model B. Es hatte einen Vierzylindermotor mit 30 PS Leistung. Der Radstand betrug 267 cm. Die Fahrzeuge waren als Surrey karosseriert.
Von 1911 bis 1912 gab es nur noch das Model B. Der Aufbau war nun ein Tourenwagen mit vorderen Türen.

## Tourenfahrten
Ein Fahrzeug nahm 1909 an der Fahrt von Oklahoma City nach Kansas City teil und war damit das einzige, das im Staat Oklahoma gefertigt wurde. Sieben Tage lang lag es gut im Rennen, auf Rang zwei hinter einem Mitchell. Am achten Tag sorgte ein Defekt am Motor für den Ausfall.

## Modellübersicht
| Jahr      | Modell  | Zylinder | Leistung (PS) | Radstand (cm) | Aufbau                |
| --------- | ------- | -------- | ------------- | ------------- | --------------------- |
| 1907–1909 | Model A | 2        | 20            | 231           | Roadster              |
| 1910      | Model A | 2        | 20            | 231           | Roadster              |
| 1910      | Model B | 4        | 30            | 267           | Surrey                |
| 1911–1912 | Model B | 4        | 30            | 267           | Fore-Door Tourenwagen |